# Віола (футболіст)
Па́уло Се́ржіо Ро́за (порт. Paulo Sérgio Rosa), більш відомий як Віола (порт. Viola, нар. 1 січня 1969, Сан-Паулу) — бразильський футболіст, що грав на позиції нападника.
Виступав за низку бразильських клубів, а також іспанську «Валенсію» та турецький «Ґазіантепспор». У складі збірної — чемпіон світу.

## Клубна кар'єра
Вихованець клубу «Корінтіанс». Розпочав виступи в основному складі команди 1988 року. У фіналі чемпіонату штату Сан-Паулу, в матчі з командою «Гуарані», Віола вийшов на поле, замінивши Едмара, і забив гол, який приніс його клубу перемогу в турнірі. У 1989 році Віола зазнав травми, через яку пропустив 3 місяці, а потім втратив місце в основі команди. Всього Віола взяв участь у 32 матчах чемпіонату.
1990 року він перейшов у клуб «Сан-Жозе», а наступного сезону в «Олімпію Сан-Паулу».
У 1992 році Віола повернувся в «Корінтіанс», де швидко став гравцем основного складу, а потім отримав виклик у збірної Бразилії. 1995 року Віола виграв з клубом вдруге чемпіонат штату Сан-Паулу і перший у своїй кар'єрі Кубок Бразилії. Загалом у складі «Корінтіанса» Віола був одним з головних бомбардирів команди, маючи середню результативність на рівні 0,34 голу за гру першості.
Після вдалого сезону, Віола покинув Бразилію і перейшов у іспанську «Валенсію», провівши там один сезон. Бразилець не зміг адаптуватися до Європи і поїхав на батьківщину, перейшовши в «Палмейрас». Там Віола не показував колишнього рівня гри й через рік перейшов у «Сантус». У складі «Сантуса» Віола знову «засяяв»: 1998 року він став найкращим бомбардиром чемпіонату Бразилії і Кубка КОНМЕБОЛ, що дозволило клубу виграти другий з цих трофеїв.
У 1999 році Віола перейшов у «Васко да Гаму», у складі якої 2000 року виграв чемпіонат Бразилії та Кубок Меркосур. У 2001 році він ненадовго повернувся в «Сантус», а потім перейшов у турецький «Ґазіантепспор».
2004 року Віола перейшов у «Гуарані» (Кампінас), з якою вилетів з Серії А чемпіонату Бразилії. Після цього він перейшов у «Баїю», будучи найбільш високооплачуваним гравцем команди, з щорічним доходом у 70 млн крузейро на місяць. Але і цей клуб він не зміг врятувати від вильоту в Серію С.
Після цього футболіст недовго перебував у структурі «Фламенго», але в Серії А більше не грав, виступаючи в нижчих бразильських дивізіонах за «Жувентус Сан-Паулу» та «Дукі-ді-Кашіас» у Серії С та «Уберландію» з чемпіонату штату Ріо-де-Жанейро.
З 2008 року виступав за регіональні бразильські команди, що виступали в чемпіонатах різних штатів. Завершив професійну ігрову кар'єру в клубі «Табоан-да-Серра», за який виступав протягом 2015—2016 років у четвертому дивізіоні чемпіонату штату Сан-Паулу (восьмий за рівнем дивізіон Бразилії).

## Виступи за збірну
1993 року дебютував в офіційних матчах у складі національної збірної Бразилії.
У складі збірної був учасником розіграшу Кубка Америки 1993 року в Еквадорі, а наступного року з командою поїхав на чемпіонат світу 1994 року у США, де провів один матч, у фіналі проти збірної Італії, замінивши на 106-й хвилині Зіньйо, і допоміг команді здобути титул чемпіона світу.
Всього протягом кар'єри в національній команді, яка тривала 3 роки, провів у формі головної команди країни 10 матчів, забивши 3 голи.

## Титули і досягнення

### Командні
- Чемпіон штату Сан-Паулу (2):

«Корінтіанс»: 1988, 1995
- Володар Кубка Бразилії (1):

«Корінтіанс»: 1995
- Володар Кубка КОНМЕБОЛ (1):

«Сантус»: 1998
- Чемпіон Бразилії (1):

«Васко да Гама»: 2000
- Володар Кубка Меркосур (1):

«Васко да Гама»: 2000
- Чемпіон світу (1):

Бразилія: 1994

### Особисті
- Найкращий бомбардир чемпіонату штату Сан-Паулу: 1993 (20 голів)
- Найкращий бомбардир чемпіонату Бразилії: 1998 (21 гол)
- Найкращий бомбардир Кубка КОНМЕБОЛ: 1998 (4 голи)